# Kelvin Amian
Kelvin Amian Adou, né le 8 février 1998 à Toulouse, est un footballeur français possédant également la nationalité ivoirienne. Il évolue au poste de défenseur (latéral ou central) au FC Nantes.

## Biographie
Il commence le football à huit ans en 2005 au sein du Balma avant d'être intégré à l'école du foot du Toulouse FC en 2007, où il continue jusqu'au centre de formation,. Il est convoqué la première fois dans le groupe pro pour un match de Ligue 1 à Bastia le 26 octobre 2015 mais sans jouer lors de ce match. Finalement il joue son premier match avec les pro au début de la saison suivante, le  14 août 2016 au Stade Vélodrome en tant que titulaire au poste d'arrière droit, au profit de blessures des habitués du poste. Néanmoins il gagne rapidement sa place dans l'effectif puisqu'il joue finalement vingt-quatre matches lors de cette première saison dont vingt-deux en tant que titulaire. Dans la foulée de son bon début de saison, il signe en octobre 2016 son premier contrat professionnel pour une durée de trois ans.
Côté international il reçoit six sélections en équipe de France des moins de 17 ans, une avec les moins de 18 ans, cinq avec les moins de 19 ans et trois sélections avec l'équipe de France espoirs.
À la fin de sa seconde saison, Amian prolonge son contrat de deux ans, jusqu'en 2021.
Le 3 mars 2018, Amian marque son premier but en tant que joueur professionnel, en égalisant en fin de match contre le FC Metz lors de la vingt-huitième journée de Ligue 1.
La saison 2019-20 voit Toulouse enchaîner les mauvaises performances et s'enfoncer dans la zone de relégation, n'obtenant que 13 points et trois victoires. La pandémie de Covid-19 précipite la fin du championnat en mars 2020 et officialise la relégation des Violets.
Amian demeure dans son club formateur à l'été 2020, et ce malgré la descente. Le club est racheté par un fonds d'investissement américain et a le projet ambitieux de rapidement retrouver l'élite. Le 22 août 2020, Amian dispute son premier match de Ligue 2 lors du match d'ouverture de la saison 2020-21 contre l'USL Dunkerque, perdu 0-1 à domicile. Patrice Garande, nouvel entraîneur du club, adopte rapidement un système en 3-5-2 et repositionne Amian en défense centrale, comme Alain Casanova la saison passée. Il marque son second but pour Toulouse le 24 octobre sur un coup franc et contribue au troisième succès de la saison en championnat face à Rodez (victoire 3-0).
Le 25 janvier 2024, il signe au FC Nantes pour 4 ans et demi pour un montant estimé à 3M€.  

## Positionnement
Lors de ses premières saisons  il joue essentiellement arrière latéral droit, occasionnellement arrière latéral gauche. Néanmoins son poste de formation est en défense centrale et dans une équipe à la peine défensivement, il est également testé à ce poste – arrière central droit – au cours de la saison 2018-2019, ou au sein d’une défense à trois.
Au début de la saison suivante (2019-20), Alain Casanova le conforte à ce poste, en partie en raison des blessures des autres défenseurs centraux (Agustín Rogel, Gen Shōji ou Bafodé Diakité) mais en octobre le nouvel entraineur Antoine Kombouaré le replace sur le côté droit.

## Statistiques
| Saison                | Club                  | Championnat           | Championnat | Championnat | Championnat | Coupe nationale | Coupe nationale | Coupe nationale | Coupe de la Ligue | Coupe de la Ligue | Coupe de la Ligue | Autres compétitions | Autres compétitions | Autres compétitions | Autres compétitions | Total | Total | Total |
| Saison                | Club                  | Division              | M.          | B.          | P.d.        | M.              | B.              | P.d.            | M.                | B.                | P.d.              | Comp.               | M.                  | B.                  | P.d.                | M.    | B.    | P.d.  |
| 2014-2015             | Toulouse FC rés.      | CFA 2                 | 1           | 0           | -           | -               | -               | -               | -                 | -                 | -                 | -                   | -                   | -                   | -                   | 1     | 0     | 0     |
| 2015-2016             | Toulouse FC rés.      | CFA 2                 | 18          | 0           | -           | -               | -               | -               | -                 | -                 | -                 | -                   | -                   | -                   | -                   | 18    | 0     | 0     |
| 2016-2017             | Toulouse FC rés.      | CFA 2                 | 3           | 0           | -           | -               | -               | -               | -                 | -                 | -                 | -                   | -                   | -                   | -                   | 3     | 0     | 0     |
| Sous-total            | Sous-total            | Sous-total            | 22          | 0           | -           | -               | -               | -               | -                 | -                 | -                 | -                   | -                   | -                   | -                   | 22    | 0     | 0     |
| 2016-2017             | Toulouse FC           | Ligue 1               | 22          | 0           | 0           | 1               | 0               | 0               | 1                 | 0                 | 0                 | -                   | -                   | -                   | -                   | 24    | 0     | 0     |
| 2017-2018             | Toulouse FC           | Ligue 1               | 36          | 1           | 1           | 1               | 0               | 0               | 2                 | 0                 | 0                 | BR                  | 1                   | 0                   | 0                   | 40    | 1     | 1     |
| 2018-2019             | Toulouse FC           | Ligue 1               | 32          | 0           | 1           | 2               | 0               | 0               | -                 | -                 | -                 | -                   | -                   | -                   | -                   | 34    | 0     | 1     |
| 2019-2020             | Toulouse FC           | Ligue 1               | 20          | 0           | 2           | 1               | 0               | 0               | 1                 | 0                 | 0                 | -                   | -                   | -                   | -                   | 22    | 0     | 2     |
| 2020-2021             | Toulouse FC           | Ligue 2               | 33          | 2           | 0           | 0               | 0               | 0               | -                 | -                 | -                 | -                   | 3                   | 0                   | 0                   | 36    | 2     | 0     |
| Sous-total            | Sous-total            | Sous-total            | 143         | 3           | 4           | 5               | 0               | 0               | 4                 | 0                 | 0                 | -                   | 4                   | 0                   | 0                   | 156   | 3     | 4     |
| 2021-2022             | Spezia Calcio         | Serie A               | 32          | 1           | 1           | 1               | 0               | 0               | -                 | -                 | -                 | -                   | -                   | -                   | -                   | 33    | 1     | 1     |
| 2022-2023             | Spezia Calcio         | Serie A               | 30          | 0           | 1           | 2               | 0               | 0               | -                 | -                 | -                 | -                   | -                   | -                   | -                   | 32    | 0     | 1     |
| 2023-2024             | Spezia Calcio         | Serie A               | 19          | 0           | 0           | 1               | 0               | 0               | -                 | -                 | -                 | -                   | -                   | -                   | -                   | 20    | 0     | 0     |
| Sous-total            | Sous-total            | Sous-total            | 81          | 1           | 2           | 4               | 0               | 0               | 0                 | 0                 | 0                 | -                   | 0                   | 0                   | 0                   | 85    | 1     | 2     |
| 2023-2024             | FC Nantes             | Ligue 1               | 12          | 0           | 1           | 1               | 0               | 0               | -                 | -                 | -                 | -                   | -                   | -                   | -                   | 13    | 0     | 1     |
| 2024-2025             | FC Nantes             | Ligue 1               | 30          | 1           | 0           | 2               | 0               | 1               | -                 | -                 | -                 | -                   | -                   | -                   | -                   | 32    | 1     | 1     |
| 2025-2026             | FC Nantes             | Ligue 1               | 1           | 0           | 0           | 0               | 0               | 0               | -                 | -                 | -                 | -                   | -                   | -                   | -                   | 1     | 0     | 0     |
| Sous-total            | Sous-total            | Sous-total            | 43          | 1           | 1           | 3               | 0               | 1               | 0                 | 0                 | 0                 | -                   | 0                   | 0                   | 0                   | 46    | 1     | 2     |
| Total sur la carrière | Total sur la carrière | Total sur la carrière | 289         | 4           | 7           | 11              | 0               | 1               | 4                 | 0                 | 0                 | -                   | 4                   | 0                   | 0                   | 308   | 4     | 8     |